# Hårga (film)
Hårga är en svensk dokumentärfilm från 1986 i regi av Agneta Fagerström-Olsson, John O. Olsson.
Filmen skildrar en fårbonde och hans familj kring berget Hårga i Hälsingland. Far i huset, Georg Olsson, letar efter några försvunna får i skogen och under denna tid reflekterar han över det gångna året med allt som har hänt: barnafödsel, dop och arbetet med fåren.
Filmens manus skrevs av Fagerström-Olsson som även agerade fotograf tillsammans med Olsson. Producent var Lisbet Gabrielsson och klippare Fagerström-Olsson och Olsson. Filmen spelades in 1981-1982, men färdigställdes inte förrän två år senare. Låten "Hårgalåten" framförs kontinuerligt genom filmen på saxofon av Göran Rahm. Filmen premiärvisades den 10 juli 1986 på IOGT-bio i Hårga by och är 106 minuter lång.
Huvudpersonen Georg Olsson var regissören John O. Olssons yngre bror.

### Fotnoter
1. 1 2 3 4  ”Hårga”. Svensk Filmdatabas. http://sfi.se/sv/svensk-filmdatabas/Item/?itemid=14744&type=MOVIE&iv=Basic&ref=/templates/SwedishFilmSearchResult.aspx?id%3d1225%26epslanguage%3dsv%26searchword%3dh%C3%A5rga%26type%3dMovieTitle%26match%3dBegin%26page%3d1%26prom%3dFalse. Läst 19 maj 2013.